# Tánczos Adrienn
Tánczos Adrienn  (Debrecen, 1975. március 31. –) magyar színésznő. 

## Életpályája
Tatabányán, az Árpád Gimnáziumban érettségizett. 1993 és 1996 között a Nádasdy Kálmán Színészképző Stúdió növendéke. 1995-től szerepelt a Hevesi Sándor Színházban. 2002-től színművészként volt a zalaegerszegi társulat tagja. 2014-től szabadfoglalkozású művésznő, játszik a Rózsavölgyi Szalonban, a Budapesti Utcaszínház előadásain, a MU Színházban, az RS9 Színházban, a Budaörsi Latinovits Színházban és a Szegedi Nemzeti Színházban is. 2020-tól a szegedi társulat tagja.

## Fontosabb színházi szerepei
- Anthony Marriott – Alistair Foot: Csak semmi szexet kérem, angolok vagyunk!... Barbara
- Romhányi József - Fényes Szabolcs: Hamupipőke... Szitakötő
- Kálmán Imre – Békeffi István – Kellér Dezső: Csárdáskirálynő... Kleo
- Kálmán Imre: Marica grófnő... Endrődy-Wittenburg Liza grófkisasszony
- Békeffi István: Janika... Szobalány
- Dés László – Békés Pál – Geszti Péter: A dzsungel könyve... Majom
- Dés László – Nemes István – Böhm György – Korcsmáros György – Horváth Péter: Valahol Európában... Suhanc
- Molnár Ferenc – Kocsák Tibor – Miklós Tibor: A vörös malom... I. Mumus; ördög
- Molnár Ferenc: Üvegcipő... Keczeli Ilona
- Molnár Ferenc: A Pál utcai fiúk... Anya
- Edmond Rostand: Cyrano de Bergerac... Klára nővér
- Tóth Ede: A falu rossza... Bátki Tercsi, árva, Feledi gyámsága alatt
- Ray Lawler: A tizenhetedik baba nyara... Bubba, fiatal szomszédlány
- Alan Jay Lerner: My Fair Lady... III. szobalány
- Cy Coleman – Neil Simon – Dorothy Fields: Sweet Charity... Nickie
- Zerkovitz Béla – Szilágyi László: Csókos asszony... Rica-Maca
- Joseph Stein: Hegedűs a háztetőn... Cejtel
- Horváth Péter: A farkas szempillái... Öreganyó, Vékony Fogatlan, Kismajom 3, Macskalány
- Arthur Miller: A salemi boszorkányok... Elisabeth Proctor
- Eisemann Mihály – Zágon István – Somogyi Gyula: Fekete Péter... Colette
- Eisemann Mihály – Zágon István – Nóti Károly: Hippolyt, a lakáj... Terka
- Békés Pál – Várkonyi Mátyás: A félőlény... Félőlény
- Alex Koenigsmark: Agyő, kedvesem!... Elén
- Friedrich Schiller: Az orleansi szűz... Sorel Ágnes
- William Shakespeare: Lear király... Goneril
- William Shakespeare: Szentivánéji álom... Tündér
- Anton Pavlovics Csehov: Cseresznyéskert... Ranyevszkaja, Ljubov Andrejevna, földbirtokosnő
- Ábrahám Pál – Szilágyi László – Kellér Dezső: 3:1 a szerelem javára...Bertuska
- Molière: Don Juan... Donna Elvira
- Terrence Mc Nally – David Yazbek: Alul semmi... Georgie Bukatinsky
- Peter Shaffer: Komédia a sötétben... Clea, Brindsley volt szeretője
- Szabó Magda: Régimódi történet... Jablonczay Lenke
- Szabó Magda: Az ajtó... Sutu
- Luigi Pirandello: Így van, ha így tetszik... Dina
- Tasnádi István: A magyar zombi... Tigris Niki, popdíva
- Tasnádi István: Tranzit... Terhesruhás nő
- Fenyő Miklós – Tasnádi István: Made in Hungária... Vera
- Horváth Károly – Tömöry Péter: Canterbury mesék... Harmadik apáca, később Ifjú Hölgy, Vénusz , Molnárlány
- Kurt Weill – Bertolt Brecht: Koldusopera... Peachumné
- John Kander – Fred Ebb – Bob Fosse: Chicago... Welma Kelly
- Lionel Bart: Oliver!... Nancy
- Biljana Srbljanović: Barbelo, avagy kutyákról és gyerekekről... Milica
- Presser Gábor – Varró Dániel: Túl a Maszat-hegyen... Szeplőtlen Szilvia (Borbála)
- Füst Milán: Boldogtalanok... Nemesváraljai Gyarmaky Róza
- Kacsóh Pongrác – Bakonyi Károly: János vitéz... Mostoha
- Egressy Zoltán: Portugál... Asszony
- Pierre-Augustin Caron de Beaumarchais: Figaro házassága... Rosina, grófné
- Márai Sándor: A szegények iskolája... Nemeskéri Aglája (színművésznő)
- Ljudmila Jevgenyjevna Ulickaja: Odaadó hívetek, Surik... Lány
- Kálloy Molnár Péter – Hajdu Steve – Tompagábor Kornél – Hrutka Róbert: The Hungarian Blues Brothers (TM)... Peterné
- Georg Büchner: Woyzeck... szereplő
- Bari Judit: Halmozottan hátrányos helyzetű angyalok kara... szereplő
- Cziglényi Boglárka – Menszátor Héresz Attila: Nimfománia... szereplő
- Lázár Ervin: A négyszögletű kerek erdő... Nagy Zoárd
- Mihail Afanaszjevics Bulgakov: Moliere, avagy az álszentek összeesküvése... Rivaille, színésznő / Álarcos nő
- László Miklós: Illatszertár... Rátz kisasszony
- George Orwell: 1984... Charrington asszony, Parsons asszony, Pincérnő
- Martin McDonagh: Nagyon, nagyon, nagyon sötét dolog... Ogechi

## Filmek, tv
Játékfilmek
- A Hídember...Meszlényi Teréz (2001)
- Sorstalanság...Erika (2004)
- Talán egy másik életben...Clara Handler (2009)

Rövidfilmek
- The Conspiracy (Az összeesküvé)...Utazó nő (2005)
- Az ínyenc...A nő

Tv-filmek
- Romokon emelkedő ragyogás  (2005)
- Szabó Magda: Az ajtó (színházi előadás tv-felvétele) (2006)

## Díjai, elismerései
- Máriáss-díj  Elisabeth Proctor  (2001)
- Forgács-gyűrű (2001)
- Ruszt-díj (2010)